# Miss Bolivia 2023
Miss Bolivia 2023 fue la 44.ª edición de Miss Bolivia. Se llevó a cabo el 1 de julio de 2023 en Santa Cruz de la Sierra. Representantes de los nueve departamentos bolivianos compitieron por el título. Al final del evento, Camila Sanabria, Miss Bolivia 2022, de Santa Cruz, coronó a Estefany Rivero del Beni como su sucesora, quien representó a Bolivia en Miss Universo 2023.

## Resultados
| Posiciones                          | Departamento/Candidata                            |
| Miss Bolivia Universo 2023          | - Miss Beni - María Estefany Rivero Giesse        |
| Virreina Bolivia Universo 2023      | - Srta. Litoral - Selva Jiménez Alba              |
| Miss Bolivia Internacional 2023     | - Miss Santa Cruz - Vanessa Hayes Schutt          |
| Miss Bolivia Grand 2023             | - Miss Cochabamba - Victoria Olguín Pol           |
| Reina Hispanoamericana Bolivia 2023 | - Srta. Santa Cruz - Darla Reyes Becerra          |
| 1.ª finalista                       | - Miss Litoral - Fernanda Balcazar Cortez         |
| 2.ª finalista                       | - Srta. Valle - Isabel Rehfeldt González          |
| 3.ª finalista                       | - Miss La Paz - Yessica Estefanía Ibarra Córdova  |
| 4.ª finalista                       | - Srta. Potosí - Erika Elena Villalobos Rodríguez |
| 5.ª finalista                       | - Miss Residentes - Ivana Girard Hurtado          |

(Δ) Fue elegida por el voto del público en internet

### Orden de clasificación
Top 10
1. Victoria Olguín (Δ)
2. Fernanda Balcazar
3. Isabel Rehfeldt
4. Darla Reyes
5. Erika Villalobos
6. María Estefany Rivero Giesse
7. Vanessa Hayes
8. Ivana Girard
9. Selva Jiménez
10. Yessica Estefanía Ibarra Córdova

## Relevancia histórica de Miss Bolivia 2023
- Beni gana la corona del Miss Bolivia por quinta ocasión, la última vez fue en el 2014.
- Miss Cochabamba, Miss Santa Cruz, Miss La Paz, Srta. Santa Cruz repiten clasificación.
- Miss Santa Cruz gana la corona del Miss Bolivia Internacional después después de 14 años, la última vez fue en el 2009.
- Miss Cochabamba gana La corona de Miss Grand Bolivia por tercera vez, la última vez fue en el 2019.
- Srta. Santa Cruz, es la primera vez en ser coronada en un nacional como Reina Hispanoamericana, anteriormente fueron designaciones la última vez fue con Srta. Santa Cruz 2013, Claudia Tavel.
- Miss Santa Cruz clasifica por más de 30 años consecutivo.
- Miss Cochabamba clasifica por quinto año consecutivos.
- Srta. Santa Cruz clasifica por cuarto año consecutivo y contando como clasificación en el Miss Bolivia Mundo 2019, por undécimo año consecutivo.
- Miss La Paz clasifica por segundo año consecutivo.
- Srta. Potosí clasificó por última vez en 2021.
- Miss Litoral clasificó por última vez en 2021.
- Miss Residentes clasificó por última vez en 2020.
- Srta. Litoral clasificó por última vez en 2019.
- Srta. Valle clasifica por primera vez en la historia del certamen.
- Miss Tarija rompe la racha de clasificaciones de 7 años consecutivos
- Por primera vez se hace entrega del título Virreina Universo.
- Por segunda vez en la historia del Miss Bolivia se hace un Top 10 como cuadro de finalistas.
- Miss Litoral gana por primera vez mejor proyecto «Belleza con Propósito»
- Miss Oruro gana por primera vez Miss Amistad y Simpatía.

## Representaciones internacionales
| Candidata                        | Concurso internacional         | País/Sede   | Resultados/Reconocimiento                                         |
| María Estefany Rivero Giesse     | Miss Universo 2023             | El Salvador | No clasificó                                                      |
| Victoria Olguín Pol              | Miss Grand Internacional 2023  | Vietnam     | No clasificó / Top 10 Mejor Traje de Baño y Top 20 Trajes Típicos |
| Vanessa Hayes Schutt             | Miss Internacional 2023        | Japón       | Cuarta Finalista / Segundo lugar votos del público                |
| Vanessa Hayes Schutt             | Miss Supranacional 2025        | Polonia     |                                                                   |
| Darla Fabiana Reyes Becerra      | Reina Hispanoamericana 2023    | Bolivia     | Top 13                                                            |
| Yessica Estefanía Ibarra Córdova | Miss Supranacional 2024        | Polonia     | Top 25 / Supramodel of The Year Americas 2024                     |
| Yessica Estefanía Ibarra Córdova | Reina Hispanoamericana 2025    | Bolivia     |                                                                   |
| Ivana Girard Hurtado             | Miss Tierra 2023               | Vietnam     | No Clasificó                                                      |
| Meryjhen Espinoza Da Silva       | Miss Teen Mundial 2023         | Curazao     | No participó                                                      |
| Mariel Ortega Mercado            | Miss Teen Américas 2023        | El Salvador | No clasificó / Mejor Traje Típico                                 |
| Violeta Gonzáles Villafan        | Miss Petite Internacional 2024 | El Salvador | 5ta. Finalista / Miss Amistad                                     |

## Títulos previos
| Título                               | Departamento     | Delegada                     |
| Miss Turismo Bolivia                 | Miss Litoral     | Fernanda Balcazar Cortez     |
| Miss Deportes Kalomai                | Srta. Valle      | Isabel Rehfeldt González     |
| Embajadora Nueva Santa Cruz          | Miss Santa Cruz  | Vanessa Hayes Schutt         |
| Miss Silueta Medical Center          | Srta. Valle      | Isabel Rehfeldt González     |
| Belleza Sesdesma                     | Srta. Santa Cruz | Darla Reyes Becerra          |
| Chica AMAS                           | Srta. La Paz     | Violeta Gonzáles Villafan    |
| Mejor Sonrisa Orest                  | Miss Beni        | María Estefany Rivero Giesse |
| Miss Piel de Porcelana               | Miss Santa Cruz  | Vanessa Hayes Schutt         |
| Mejor Traje Típico                   | Srta. Santa Cruz | Darla Reyes Becerra          |
| Mejor Proyecto Belleza con Propósito | Miss Litoral     | Fernanda Balcazar Cortez     |
| Miss Amistad y Simpatía              | Miss Oruro       | Grecia Karen Schuett         |

## Candidatas
27 candidatas compitieron por el título.
| Departamento            | Nombre                             | Edad | Estatura        | Ciudad de Origen        | Ref.  |
| Miss Beni               | María Estefany Rivero Giesse       | 26   | 1,76 m (5′ 9″)  | Trinidad                | [ 1 ] |
| Srta. Beni              | María Lisbeth Padilla Vidal        | 23   | 1,74 m (5′ 9″)  | Rurrenabaque            | [ 1 ] |
| Miss Cochabamba         | María Victoria Olguín Pol          | 23   | 1,79 m (5′ 10″) | Cochabamba              | [ 2 ] |
| Srta. Cochabamba        | Ana Camila Buitrago Álvarez        | 26   | 1,70 m (5′ 7″)  | Cochabamba              | [ 3 ] |
| Miss Chuquisaca         | María Alejandra Torres             | 25   | 1,70 m (5′ 7″)  | Villa Abecia            |       |
| Srta. Chuquisaca        | Esdenka Fátima Morales Durán       | 24   | 1,69 m (5′ 7″)  | Sucre                   |       |
| Miss Illimani           | Daniela Marité Alanez Mendoza      | 22   | 1,75 m (5′ 9″)  | El Alto                 | [ 4 ] |
| Srta. Illimani          | Mariel Ortega Mercado              | 19   | 1,75 m (5′ 9″)  | Tipuani                 | [ 4 ] |
| Miss Llanos Tropicales  | Abigail Moreno Araújo              | 22   | 1,72 m (5′ 8″)  | Riberalta               |       |
| Srta. Llanos Tropicales | Lizbeth Fabiana Fuentes Terrazas   | 27   | 1,67 m (5′ 6″)  | Chimoré                 |       |
| Miss La Paz             | Yessica Estefanía Ibarra Córdova   | 28   | 1,77 m (5′ 10″) | Ciudad de La Paz        | [ 4 ] |
| Srta. La Paz            | Violeta Gonzáles Villafan          | 25   | 1,60 m (5′ 3″)  | Ciudad de La Paz        | [ 4 ] |
| Miss Litoral            | Fernanda Balcazar Cortez           | 25   | 1,68 m (5′ 6″)  | Santa Cruz de la Sierra |       |
| Srta. Litoral           | Selva Jiménez Alba                 | 27   | 1,70 m (5′ 7″)  | Santa Cruz de la Sierra |       |
| Miss Oruro              | Grecia Karen Schuett               | 26   | 1,73 m (5′ 8″)  | Ciudad de Oruro         |       |
| Srta. Oruro             | Yamara Maya Colque Ochoa           | 23   | 1,74 m (5′ 9″)  | Ciudad de Oruro         |       |
| Miss Pando              | Hillary Lourdes Almanza Sánchez    | 28   | 1,70 m (5′ 7″)  | Cobija                  |       |
| Srta. Pando             | Sharis Meryjhen Espinoza Da Silva  | 16   | 1,72 m (5′ 8″)  | Cobija                  |       |
| Miss Potosí             | Lissette Gabriela Ondarza Tejerina | 24   | 1,70 m (5′ 7″)  | Tupiza                  | [ 5 ] |
| Srta. Potosí            | Erika Elena Villalobos Rodríguez   | 25   | 1,73 m (5′ 8″)  | Salar de Uyuni          | [ 6 ] |
| Miss Residentes         | Ivana Esmeralda Girard Hurtado     | 25   | 1,70 m (5′ 7″)  | Santa Cruz de la Sierra |       |
| Miss Santa Cruz         | Vanessa Alexandra Hayes Schutt     | 24   | 1,84 m (6′ 0″)  | Santa Cruz de la Sierra |       |
| Srta. Santa Cruz        | Darla Fabiana Reyes Becerra        | 19   | 1,72 m (5′ 8″)  | Santa Cruz de la Sierra |       |
| Miss Tarija             | María del Rocío Galean Espíndola   | 23   | 1,75 m (5′ 9″)  | Uriondo                 |       |
| Miss Valle              | Giovanna Macías Balderrama         | 27   | 1,71 m (5′ 7″)  | Mizque                  | [ 7 ] |
| Srta. Valle             | Luisa Isabel Rehfeldt González     | 27   | 1,66 m (5′ 5″)  | Cochabamba              | [ 7 ] |
| Miss Villa Imperial     | Estephanny Laura Ontiveros Ticona  | 27   | 1,69 m (5′ 7″)  | Ciudad de Potosí        | [ 8 ] |

#### Renuncias
Nicole Gutiérrez Pacheco (Miss Illimani) renunció a participar en el Miss Bolivia 2023 por cuestiones estrictamente personales. Por orden sucesorio, Srta. Illimani Daniela Alanez y la 1.ª finalista Mariel Ortega  asumieron los títulos de Miss y Señorita Illimani respectivamente.

#### Designaciones
- María Estefany Rivero Giesse  (Miss Beni) y Lisbeth Padilla (Srta. Beni) fueron designadas tras no poderse llevar a cabo un concurso departamental.

- Hillary Almanza (Miss Pando) y Meryjhen Espinoza (Srta. Pando) fueron seleccionadas de forma interna por la organización pandina.

- Rocío Galean (Miss Tarija) fue designada tras no haberse realizado la final departamental.

## Debuts, regresos y retiros en el Miss Bolivia
- Retiros 
  - Srta. Tarija se retira de la competencia después de décadas de participar en Miss Bolivia.

## Misses que no participan en el 2023
Candidatas que fueron elegidas en sus concursos departamentales pero en la edición del Miss Bolivia no participaron del concurso.
| Candidata      | Nombre           | Edad | Estatura       | Ciudad de Origen |
| Miss Altiplano | Michelle Medrano | 26   | 1,68 m (5′ 6″) | Oruro            |
| Miss Capital   | Geraldine Vargas | 21   | 1,70 m (5′ 7″) | Sucre            |